# Йо-йо поміж зірок
«Йо-йо поміж зірок» (англ. Jojo in the Stars) — чорно-білий короткометражний анімаційний фільм 2003 року режисера Марка Краста (Marc Craste). На створення цієї роботи його надихнула пісня "The Carny" австралійського гурту Nick Cave and the Bad Seeds. Це похмура та зворушлива історія про двох закоханих у примарному світі. Головні герої 3D-анімації - дивацькі створіння: світосяйна Йо-йо та її безіменний шанувальник. Їх оточує морок та жорстокість. Сповнені ніжних почуттів, вони відчайдушно намагаються протистояти брутальній реальності.

## Сюжет
Мадам Піке - безсердечна господиня цирку чудовиськ та нечисті, який щоночі відвідують тисячі допитливих глядачів. Серед них безіменний герой, що не пропускає жодної вистави, але він там лише задля однієї мети - побачити Йо-йо, крилату акробатку, яка виступає на трапеції. Одного разу після шоу він краде ключі від камери, де тримають Йо-йо, та звільняє її. Двоє тікають. Тримаючи одне одного за руки, вони кружляють поміж хмаринок та зірок. Але їм не вдалося втекти непоміченими, тому невдовзі закоханих знаходять. Опинившись у безвихідному становищі, вони роблять останній відчайдушний крок - разом вистрибують з найвищого вікна башти. Йо-йо силкується нести коханого на своїх крилах, проте він не в спромозі втримати її руку падає долі. Сильний подув вітру вдаряє Йо-йо об вікно, і вона ледь притомна падає на підвіконня, без надії споглядаючи вниз. Пір'їна з крила Йо-йо долітає до землі й падає на нерухоме тіло безіменного героя. Йо-йо знову ув'язнюють і примушують виступати. Спалахує блискавка, у химерному світі починається довготривалий дощ. 
Десять років по тому шоу Мадам Піке втрачає популярність. Вона прагне знайти новий жах, який дозволив би заманити публіку. Дізнавшись, що безіменний герой досі живий, але страшенно спотворений, вона вирішує зробити його новою зіркою своєї вистави. Його кидають до камери, сусідньої з тією, де тримають Йо-йо. Возз'єднані закохані обіймаються крізь ґрати. Навколо них знову кружляють зірки.

## Створення
Дійові особи були створені за допомогою комп'ютерної графіки з використанням програм Softimage XSI та Adobe After Effects. Акцент було зроблено на створенні захоплюючої атмосфери з театральним освітленням та спрощеними формами і зануренні у поглинаючу красу чорно-білого фільму. Основна ідея полягала у дослідженні вигляду, який нечасто асоціюється з зображеннями, створеними на комп'ютері, позбавленому загального блиску та навіть освітлення на користь більшої рельєфності та меншої виразності. 

## Саундтрек[2]
| №  | Назва треку                       | Композитор           | Виконавець                                                 | Рік зіпису |
| -- | --------------------------------- | -------------------- | ---------------------------------------------------------- | ---------- |
| 1. | Harlem in Brünn                   | Andreas Lackner      | Die Knödel                                                 | 1993       |
| 2. | More wings for Wheelers           | Toru Yamanaka        | Dumb Type                                                  | 1998       |
| 3. | Andante з Violin Concerto Opus 14 | Самюел Барбер        | James Buswell (скрипка), Royal Scottish National Orchestra | 1939       |
| 4. | Texas Yellow                      | Nic Gill & Jez Coode | Urchin                                                     | 2001       |

## Нагороди та номінації[5]
| 2004 | Британська академія телебачення та кіномистецтва   | Велика Британія | Премія БАФТА Найкращий анімаційний фільм                                                                                        | Перемога  |
| 2004 | Міжнародний фестиваль анімаційних фільмів в Ансі   | Франція         | Кришталь Ансі Найкращий короткометражний фільм                                                                                  | Номінація |
| 2004 | Aspen Shortsfest                                   | США             | Спеціальна премія журі За мистецьке поєднання витонченої історії бунтівного кохання та образу чудернацького і вражаючого світу. | Перемога  |
| 2004 | Clermont-Ferrand International Short Film Festival | Франція         | Найкраща анімація | Перемога  |
| 2004 | 3D Awards                                          | Данія           | Найкращий короткометражний 3D-фільм                                                                                             | Перемога  |
| 2004 | Animasia SICAF                                     | Франція         | Short Film Grand Prize | Перемога  |
| 2004 | Bradford Animation Festival                        | Велика Британія | Grand Prix | Перемога  |
| 2004 | Les Lutin du Court metrange                        | Франція         | Press Luton | Перемога  |
| 2004 | Encounters International Film Festival             | Велика Британія | Momentum Best of British Award                                                                                                  | Перемога  |
| 2005 | Cartoon Forum                                      | Франція         | Cartoon d'or | Перемога  |
| 2007 | IFCT                                               | США             | Найбільш новаторська анімація                                                                                                   | Перемога  |